# Notosalpingus parvulus
Notosalpingus parvulus es una especie de coleóptero de la familia Salpingidae.

## Distribución geográfica
Habita en Australia.